# Cantoneira

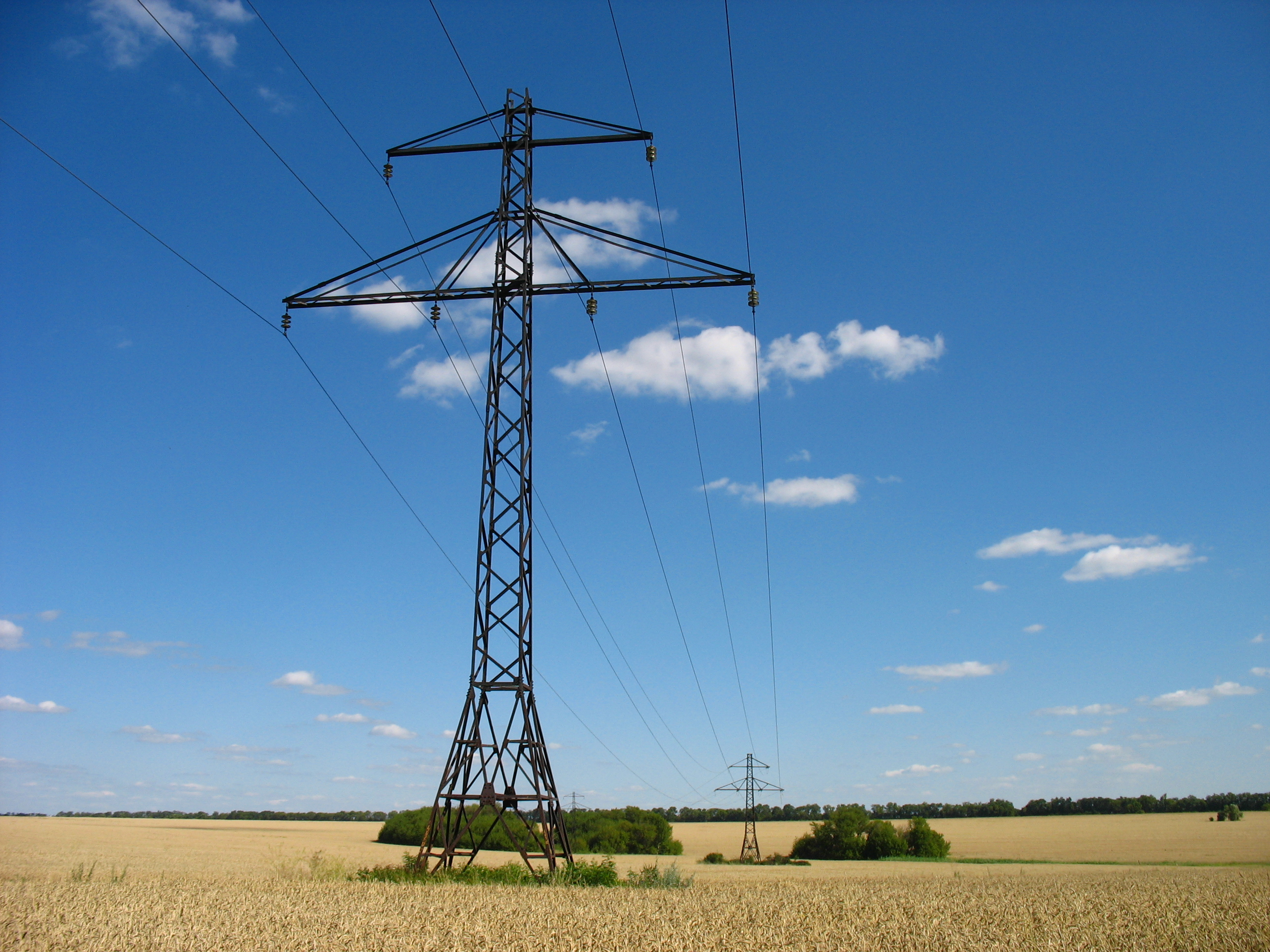
Torre de transmissão de energia elétrica construída com cantoneiras de aço

Cantoneira é um perfil metálico  composto por duas abas, simétricas ou não, formando um ângulo de 90 graus. É um material muito utilizado em construções metálicas por ser leve e de elevada resistência a tração e compressão sem sofrer flambagem. 
Uma aplicação típica são as torres de transmissão de energia elétrica, que usam uma trama de cantoneiras de aço, laminadas e galvanizadas. 
Além das aplicações estruturais, elas também são usadas em serralharia, e podem ser laminadas diretamente em sua forma final ou dobradas a partir de uma chapa.